# Santa Maria de Fares
Santa Maria de Fares és una església del municipi de Sant Ferriol (Garrotxa) inclòs en l'Inventari del Patrimoni Arquitectònic de Catalunya.
Esglesiola dedicada a Santa Maria, havia estat l'església parroquial del poble de Fares fins que aquest fou agregat a la parròquia de Sant Vicenç de Besalú.

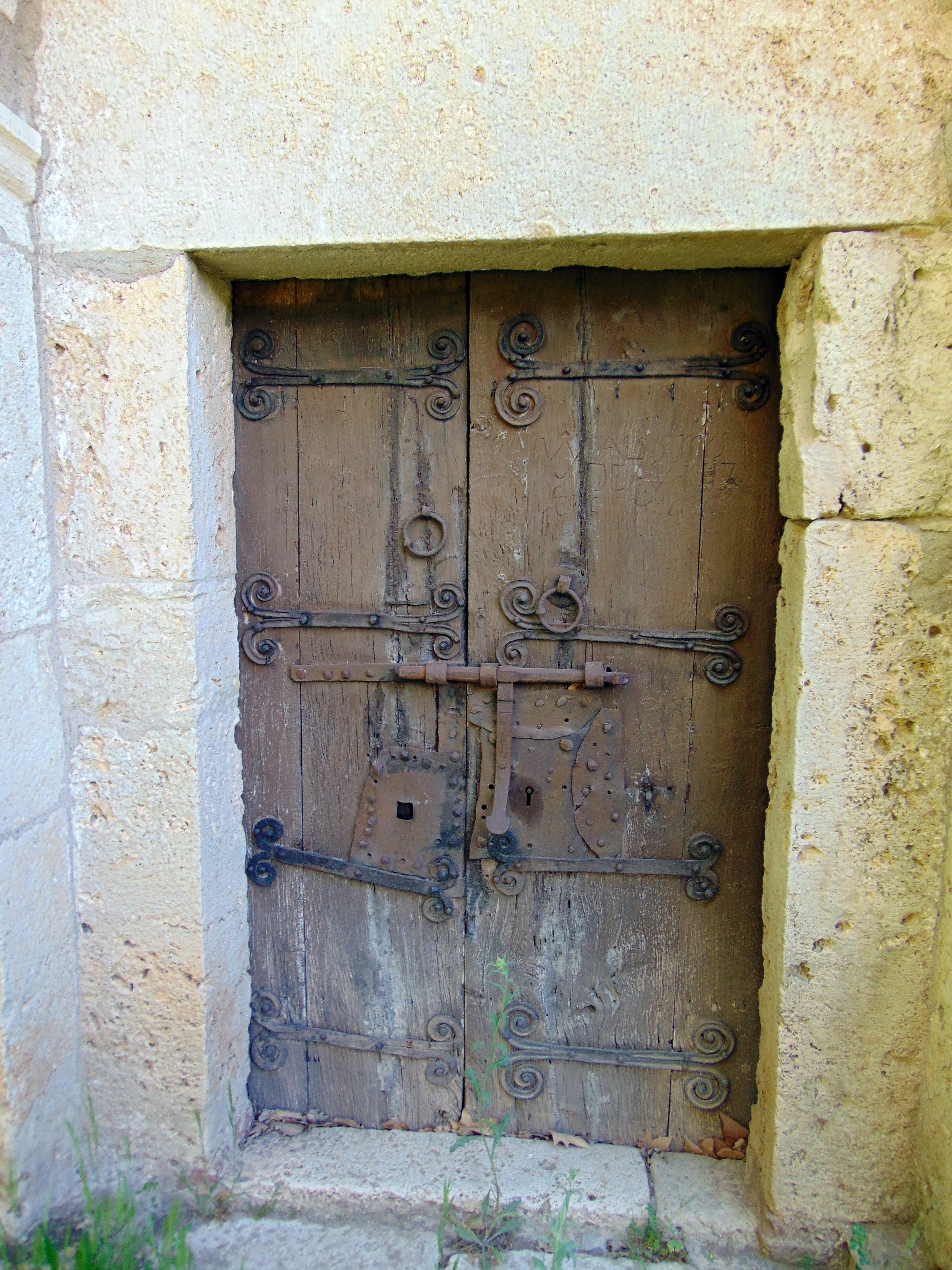
Detall de la porta

És d'una sola nau i, possiblement, bastida en època romànica; la primitiva porta d'ingrés, amb arc de mig punt d'origen romànic, va ser cremada al segle xviii, i reconstruïda posteriorment seguint la tipologia originària. A la porta hi ha la següent inscripció: "VYALSSMTS DEAY 1717 FOUCRAMADA". El forrellat conserva la data de 1837. Damunt del frontispici s'alça el vell campanar on es varen instal·lar les campanes el 1703, que originàriament fou d'espadanya de doble obertura i transformat en torre amb un teulat a quatre vessants.

## Història
Les primeres notícies que disposem de Santa Maria de Fares corresponen a l'any 977 en què fou cedida per Miró, comte de Besalú, a l'església de Sant Genís i Sant Miquel de Besalú. Amb el nom de "Santa Maria que est in Faxis" es troba esmentada a la butlla del papa Gregori V, a favor de Santa Maria de Besalú -redactada l'any 998-. El comte Bernat Tallaferro va confirmar, l'any 1000, les possessions de Santa Maria de Besalú, citant l'esglesiola de Santa Maria de Fares com "Sancta Maria sita in villa Fraxis".